# Revigliasco (Moncalieri)
Revigliasco is een plaats (frazione) in de Italiaanse gemeente Moncalieri.